# Franz-Karl Enders
Franz-Karl Enders (* 21. Juni 1928 in Fulda; † 21. August 2003 in Siegen) war ein deutscher Wirtschaftswissenschaftler.
Franz-Karl Enders studierte Wirtschaftswissenschaften und wurde 1984 mit einer sozialwissenschaftlichen Arbeit bei Lothar Bossle an der Julius-Maximilians-Universität Würzburg zum Dr. phil. promoviert. Er war Professor für Betriebswirtschaftslehre, insbesondere betriebswirtschaftliche Steuerlehre und Produktionswesen an der Universität GH Siegen.
Enders war Ritter des Ritterordens vom Heiligen Grab zu Jerusalem. Er engagierte sich im Verband der Katholiken in Wirtschaft und Verwaltung (KKV) und wurde 2002 mit dem Ehrenzeichen geehrt.

## Schriften
- Land und Träume, Rascher 1949
- Katholiken in Wirtschaft und Verwaltung – Strukturen, Ziele, Einstellungen und Verhaltensformen der Mitglieder eines Bundesverbandes., Nymphenburger Verlag München 1984, ISBN 3485030945
- Katholiken in Wirtschaft und Verwaltung, Nymphenburger Verlag München 2001, ISBN 3485030945

| Personendaten    | Personendaten                        |
| ---------------- | ------------------------------------ |
| NAME             | Enders, Franz-Karl                   |
| KURZBESCHREIBUNG | deutscher Wirtschaftswissenschaftler |
| GEBURTSDATUM     | 21. Juni 1928                        |
| GEBURTSORT       | Fulda                                |
| STERBEDATUM      | 21. August 2003                      |
| STERBEORT        | Siegen                               |